# Winteraceae
Las winteráceas (Winteraceae) son una familia de angiospermas del orden Canellales. Consta de 5 géneros con unas 65 especies, que se distribuyen por el sudeste de Asia hasta Australia, Tasmania y Nueva Zelanda, América central y meridional y Madagascar.

## Descripción
- Arbolitos de hasta 13 m o arbustos (a veces de no más de 10 cm), perennifolios, glabros o a veces con papilas piliformes o pelos menudos, aromáticos, raramente epífitos o trepadores (en Drimys).
- Hojas en espiral, raramente subverticiladas, simples, enteras, usualmente pecioladas, pinnatinervias, broquidódromas, sin estípulas, frecuentemente con glándulas traslúcidas menudas, de envés frecuentemente glauco, vernación supervoluta. Estomas paracíticos.
- Tallos con ramificación simpódica o monopódica, yemas sin escamas (excepto en Drimys). Vasos xilemáticos ausentes. Nudos bi- o trilacunares, con 3 rastros foliares. Estolones y chupones comunes. Corteza aromática, frecuentemente con sabor picante o más raramente amargo.
- Inflorescencias terminales, intercalares o axilares, las inflorescencias parciales en las axilas de brácteas apiñadas formando dicasios simples o compuestos, reducidos frecuentemente a tríadas, o bien a flores solitarias.
- Flores blancas a amarillas o rojas, perfectas (unisexuales en Tasmannia), actinomorfas a disimétricas, hipóginas, las diferentes piezas en espiral o aparentemente en verticilos. Receptáculo corto o largo. Disco hipógino ausente. Cáliz caliptrado, con una pequeña abertura apical cerrada por 2-4(-6) lóbulos en un verticilo, rompiéndose tempranamente y persistente (p. ej. en Zygogynum) o bien rompiéndose en la antesis y caduco (p. ej. en Drimys). Pétalos (0-)2-50, en 3 verticilos, enteros, libres o los externos soldados y rompiéndose en la antesis (Zygogynum), su número variable incluso en la misma planta. Androceo de 3-100 estambres en 3-5 verticilos, libres, su número variable en la misma planta, filamentos cortos y gruesos o largos y cilíndricos, anteras 4-esporangiadas (2-esporangiadas en Zygogynum), tecas apicales y basifijas a laterales, de dehiscencia lateroextrorsa por hendidura longitudinal, conectivo apenas desarrollado, apicalmente prominente en Zygogynum. Gineceo súpero, con 1-50 carpelos en un verticilo, apocárpicos a variadamente sincárpicos, estilo ausente, estigma 1 por carpelo, (sub)sésil, circular a linear, adaxial, extendiéndose a veces a todo lo largo del borde adaxial del carpelo, o 1 por ovario, capitado (Takhtajania), usualmente húmedo y papiloso; óvulos (1-)2-muchos en usualmente una fila en cada una de las 2 placentas parietales, lineares, opuestas, paralelas al estigma, anátropos, apótropos, bitégmicos, crasinucelados, con opérculo nuclear, o placentación axial en ovarios sincárpicos.
- Fruto en baya, a veces muy dura por las esclereidas, con o sin pulpa; en los ovarios sincárpicos, a veces fusionadas en un sincarpo; en Takhtajania el fruto es aparentemente una cápsula septífraga.
- Semillas pocas a muchas, usualmente obovoides, de eje recto o curvo, lisas a pustulosas, con testa gris oscura a negra, dura, quebradiza, endospermo abundante, oleoso, embrión muy pequeño, ovoide y ligeramente bilobulado apicalmente.
- Polen usualmente en tétradas, tetraédrico, raramente en mónadas (en algunos Zygogynum), citoplasmas separados por la ectexina o en contacto; granos usualmente con un poro distal, raramente unicolpados (tricotomocolpados), ectexina bien desarrollada distalmente, con un tectum reticulado, columelas y capa basal, sólo esta última presente en los septos de separación de cada grano de la tétrada, muros rectos u ondulados, columelas en una o rara vez en dos filas, lumina grandes e irregulares, endexina y ectexina finas, gradualmente engrosadas hacia la apertura, poros irregulares con un borde engrosado de endexina, la intina a veces sobresale en cúpula por la apertura.
- Número cromosómico: dos números básicos presentes: Zygogynum, Pseudowintera y Drimys tienen n = 43, con tetraploidía ocasional, y cromosomas pequeños, mientras que Tasmannia tiene n = 13, con tetraploidía ocasional, y cromosomas medianos; Takhtajania tiene n = 18.

## Ecología
Las flores de las winteráceas presentan un olor moderado a fuerte, desde perfumado a frutal o a pescado. Las flores bisexuales son protóginas, segregando néctar los estigmas en la fase femenina mientras los estambres están cerrados, mientras que en la masculina los filamentos estaminales se agrandan y las anteras se abren, a la par que los estigmas dejan de ser receptivos. Las fases pueden sobreponerse o no. Las flores suelen cerrarse de noche, pero no en Pseudowintera o en algunas Tasmannia. Las flores pueden durar desde unas pocas horas a 12 días, en un pie puede variar el número de flores abiertas desde 2 a varios cientos. Diferentes tipos de insectos visitan las flores, siendo particularmente interesante la relación de las especies de Sabatinca (Lepidoptera, Micropterygidae) con la polinización de Zygogynum baillonii y Zygogynum bicolor. En algunos casos la polinización es anemófila. Algunas especies son autocompatibles y se conoce la apomixis en Drymis piperita. Algunas aves intervienen en la dispersión de frutos de Pseudowintera y Drimys brasiliensis, pero en Zygogynum los frutos se deshacen en el árbol. La reproducción por acodos y estolones es a veces importante en Drimys.
Forman parte del dosel arbóreo y del monte bajo de las selvas subtropicales y tropicales húmedas de baja a media altitud, a veces en bosques de clima templado, montanos (hasta 4175 m) o de zonas marítimas y en páramos.

## Fitoquímica
El género Drimys es cianogenético. Cristales de oxalato cálcico en el mesófilo foliar. Aceites esenciales y resinas isoprenoides ampliamente distribuidas por la planta, por lo que muchas tienen sabor picante. Alcaloides raros. Flavonas, flavonoles y flavanonoles (como la dihidroquercetina), así como taninos y proantocianidinas presentes. Algunos representantes son acumuladores de aluminio.

## Usos
La especie más conocida de esta familia es el canelo, Drimys winteri, originario de Chile y Argentina, cuya corteza se usa como especia y como fármaco, por sus cualidades antiescorbúticas, entre otras, y que es además el foiye, la planta sagrada de los mapuches. También se usa en decoración y en la construcción de instrumentos musicales. En Nueva Zelanda se usa la madera de Pseudowintera axillaris para interiores. En Australia, los frutos de Tasmannia purpurascens se usan como condimento por su sabor picante, así como los frutos y las hojas de Tasmannia lanceolata.

## Fósiles
Se conoce polen fósil de esta familia (Walkeripollis) del Cretácico de Gabón y del Aptiense superior-Albiense inferior (hace 125 Ma) y madera fósil (Winteroxylon) del Santoniense-Campaniense (85-70 Ma) de la isla James Ross en la Antártida.

## Posición sistemática
Las winteráceas son un grupo primitivo de Angiospermas, que, dependiendo del sistema de clasificación y de los caracteres considerados, se han incluido en el grupo Polycarpicae o se han aproximado a las esquisandráceas o a las caneláceas. El APW (Angiosperm Phylogeny Website) considera que forma parte del Orden Canellales, siendo el grupo hermano de las caneláceas (cf. AP-website).

## Táxones incluidos
La división propuesta por algunos autores, como Hutchinson (1964, ver referencia) en dos tribus, basadas en la diferencia entre carpelos libres y soldados, no se sostiene actualmente, por variar incluso dentro de una misma especie. Basándose en recientes análisis de filogenia molecular (Karol et al., 2000, ver referencia), se distinguen actualmente dos subfamilias: Takhtajanioideae J.-F. Leroy, con el único género Takhtajania, un relicto malgache, y la subfamilia Winteroideae, con el resto de los géneros. En el árbol filogenético, la primera subfamilia representaría la rama más basal y grupo hermano de la otra subfamilia. En esta última, la primera rama, más basal, la compondría el género Tasmannia, la segunda rama sería el género Drimys, la tercera sería el género Pseudowintera y la rama terminal la formaría el complejo de Zygogynum en sentido amplio (véase Vink, 1993, en referencias), que algunos autores dividen aún más, p. ej., separando un género Bubbia, que sería el más basal de ese clado, y otros más.
Los géneros actualmente aceptados se separan mediante la siguiente clave:
- Ovario unilocular, 2-carpelar. Estigma capitado y más o menos lobulado, cubriendo todo el ápice del ovario. Fruto en cápsula septífraga. n = 18.

Takhtajania Baranova & J.-F. Leroy, 1978. Madagascar.
- Ovario apocárpico de 1-50 carpelos o sincárpico con 2-40 lóculos. Estigma más de uno por ovario o si uno, oblongo o linear, más estrecho que el ápice del ovario. Fruto en baya simple o compuesta (sincarpo). n = 13, 43, 86.

- Flores unisexuales (las masculinas con carpelos estériles, las femeninas sin estambres), plantas dioicas, o bien polígamomonoicas. n = 13.

Tasmannia R. Br. ex DC., 1817. De Filipinas a Tasmania.
- Flores perfectas. n = 43, 86.

- Cáliz rompiéndose al inicio de la antesis, caduco. Inflorescencias intercalares.

Drimys J.R. Forst. & G. Forst., 1775. América central y del Sur.
- Cáliz rompiéndose tempranamente, persistente en fruto. Inflorescencias axilares o terminales.

- Inflorescencias axilares en braquiblastos. Tallos con alargamiento monopódico.

Pseudowintera Dandy, 1933. Nueva Zelanda.
- Inflorescencias terminales. Tallos con alargamiento simpódico (tras la floración).

Zygogynum Baill., 1897. De las Molucas a las islas Salomón, Nueva Caledonia, nordeste de Australia e isla de Lord Howe.